# Herdenverhalten

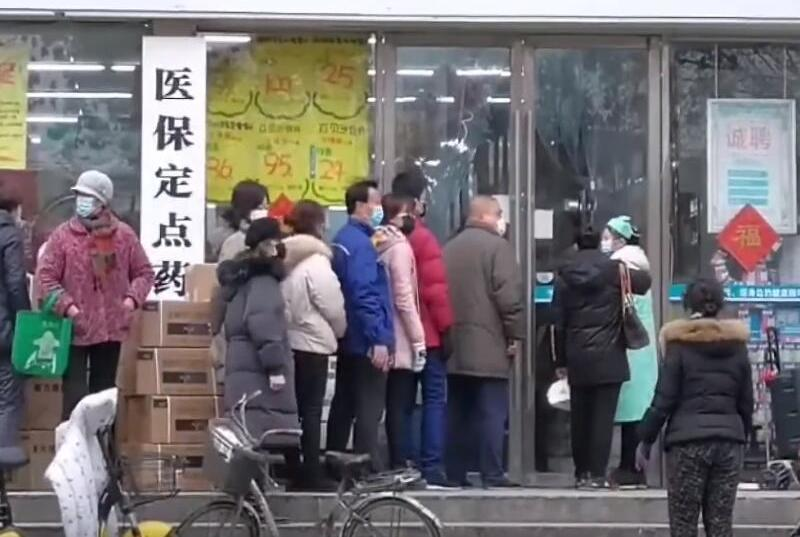
Wuhan – Warteschlange wegen Alltagsmasken an einer Apotheke nach dem Ausbruch des Coronavirus (22. Januar 2020)

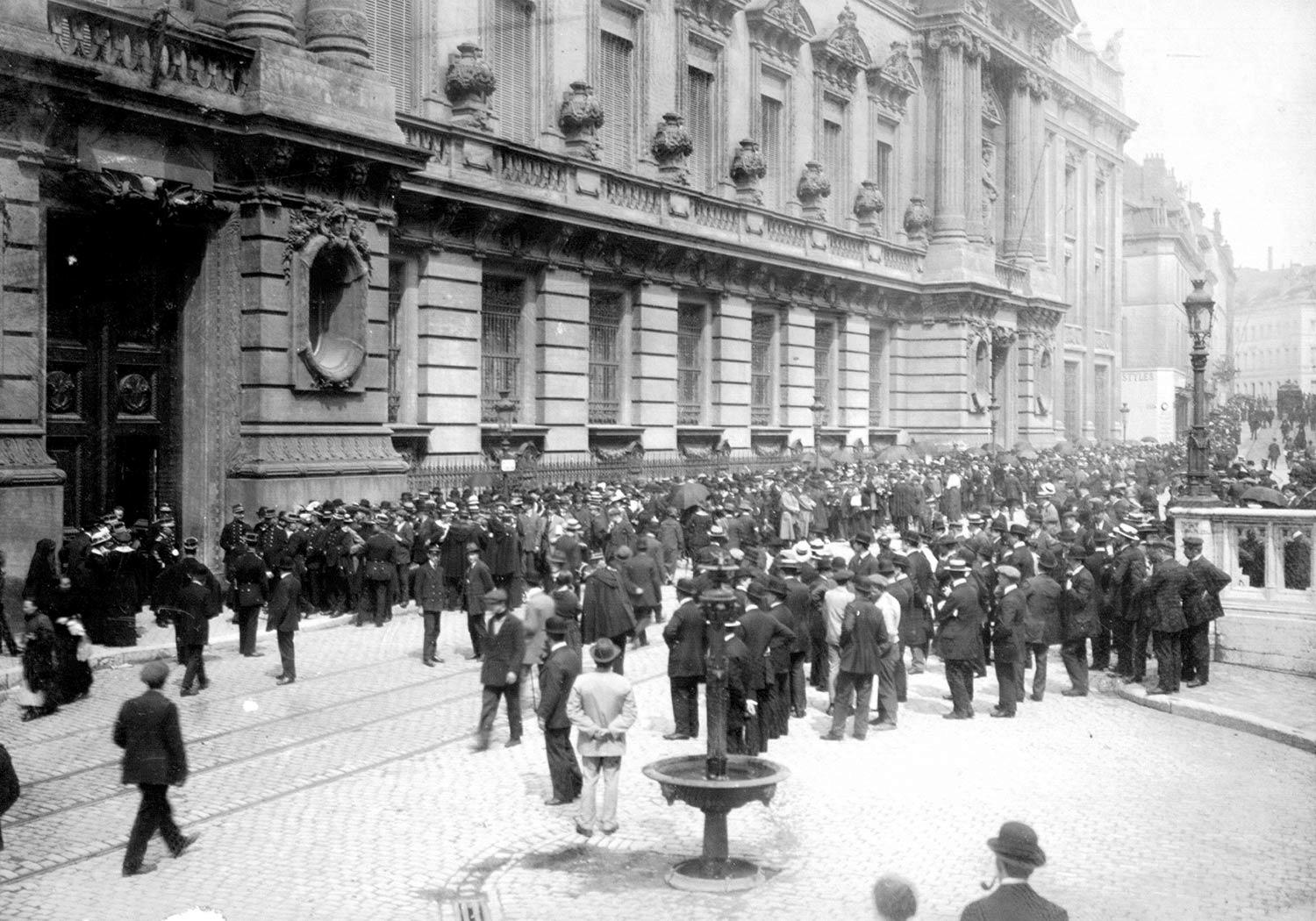
Bank run auf die Hauptstelle der Nationale Bank van Belgie am 31. Juli 1914

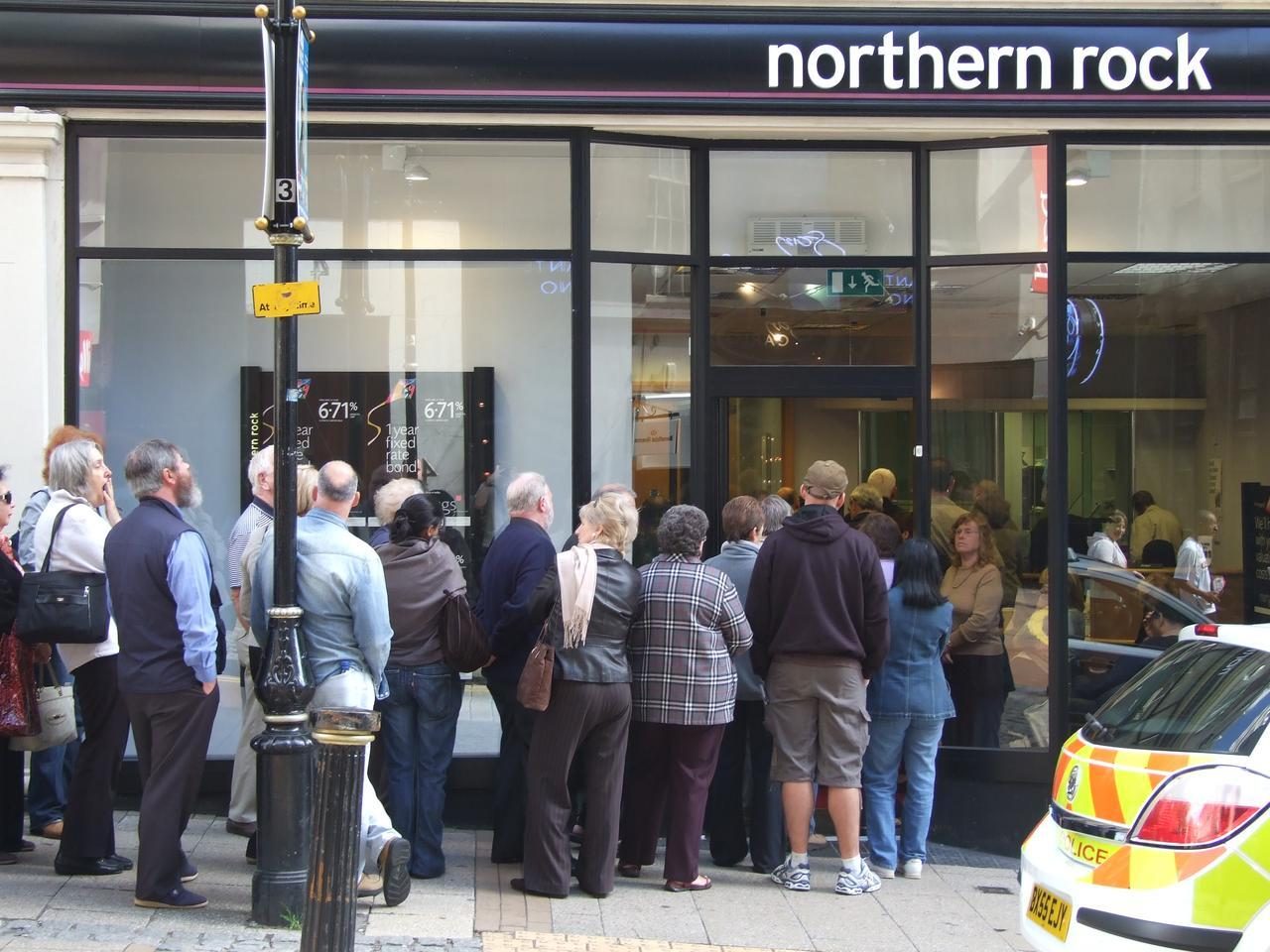
Bank run auf die Northern Rock in Birmngham am 15. September 2007

Herdenverhalten ist in der Wirtschaft und speziell auf Finanzmärkten das Verhalten von Marktteilnehmern, wenn diese dazu neigen, die gleichen Entscheidungen zu treffen, die andere Marktteilnehmer bereits vor ihnen getroffen haben.

## Allgemeines
Der Begriff ist eine Metapher zum Herdentrieb, der in der Tierwelt zu beobachten ist. Herdenverhalten kann man im Alltag häufig antreffen, etwa bei Restaurant- oder Theaterbesuchen, in der Mode oder beim Kauf von Bestsellern. Auf Finanzmärkten neigen Anleger manchmal dazu, sich in ihren Kauf- und Verkaufsentscheidungen wie eine Herde zu verhalten und mehrheitlich in ein Handelsobjekt zu investieren bzw. zu desinvestieren. Herdenverhalten ist eine Ausprägung massenpsychologischer Contagion-Effekte und kann somit eine Ursache für Finanzmarktkrisen oder Wirtschaftskrisen sein. Auch Hamsterkäufe zeigen Herdenverhalten wie vor Naturkatastrophen oder während der Covid-19-Pandemie ab März 2020, als es in deutschen Läden Regallücken bei bestimmten Waren (beispielsweise Mehl, Nudeln, Toilettenpapier) gab. 

## Ursachen
Einer der bedeutendsten Forscher zum Herdenverhalten ist Abhijit Banerjee, der 1992 das Herdenverhalten (englisch herd behavio(u)r) als gleichgerichtete Entscheidungen definierte, denen unterschiedliche private Informationen zugrunde liegen. Er implizierte hierbei eine asymmetrische Information, die darin besteht, dass schlecht informierte Marktteilnehmer aus dem Marktverhalten der besser informierten Marktteilnehmer eine Gewinnchance oder Verlustgefahr erblicken und deren Verhalten imitieren.
Herdenverhalten ist mithin auf den sozialen Effekt der Imitation zurückzuführen. Es liegt vor, wenn sich ein einzelner Entscheidungsträger unter Berücksichtigung des Verhaltens anderer Akteure für dasselbe Verhalten wie diese entscheidet, selbst wenn seine eigene unabhängige Entscheidung anders ausfallen würde.
Neben diesen Informationskaskaden gibt es als Ursachen noch das Reputationsmodell im Rahmen des Schönheitswettbewerbs und Netzwerkeffekte. Bereits John Maynard Keynes untersuchte 1936 das Herdenverhalten im Rahmen des Schönheitswettbewerbs (englisch beauty contest) bei Investitionsentscheidungen. Dem liegt die Annahme zugrunde, dass Manager aus Gründen der Reputation auf Märkten mit unvollkommener Information dem Verhalten anderer Manager folgen. Dieser Schönheitswettbewerb führt dazu, dass Finanzanalysten nicht die erwartete Ertragskraft von Unternehmen prognostizieren, sondern das, was die Mehrheit aller Analysten prognostizieren wird. Etwaige Prognosefehler werden hierdurch verstärkt. Ein Netzwerkeffekt liegt vor, wenn ein bestimmter Ursache-Wirkungszusammenhang zwischen der Handlung eines Marktteilnehmers und den Handlungen der anderen besteht. Der Nutzen für den einzelnen Marktteilnehmer steigt, wenn weitere Marktteilnehmer sich für dasselbe Produkt entscheiden. Beispielsweise steigt in sozialen Netzwerken wie Facebook deren Nutzen, je mehr Benutzer diese Online-Community aufweist.
Dem Herdenverhalten können verschiedene massenpsychologische oder marktpsychologische Ursachen zugrunde liegen. Der Verbraucher kann von der Furcht getrieben sein, angesichts von Regallücken seinen Bedarf nicht decken zu können, wenn er nicht sofort kauft. Auch die Erwartung eines Verbrauchers, dass andere Verbraucher nach ihm auch hamstern werden, drängt ihn zu Hamsterkäufen. Ebenfalls seine Befürchtung, dass es künftig zu Lieferengpässen kommen könnte, zwingt ihn zu nicht bedarfsgerechten Kaufentscheidungen. Zuweilen werden auch Ohnmachtsgefühle der Verbraucher als Ursache gesehen. 
Das Verhalten ist irrational, zumal Nahrungs- und Genussmittel oder Toilettenpapier als Massenprodukte jederzeit reproduzierbar sind. In Frankreich und Italien ist von Hamsterkäufen (französisch achat de ravitaillement, italienisch acaparmiento) unter anderem der Rotwein betroffen, ein nicht jederzeit reproduzierbares Produkt. In der Türkei ist das dem Kölnisch Wasser ähnliche „Kolonya“ durch Hamsterkäufe knapp geworden.

## Messung
Optischer Nachweis können Warteschlangen wie etwa beim Bank Run sein, wenn sie nicht bloß auf einen organisatorischen Engpass beim Anbieter/Dienstleister zurückzuführen sind. Jede Art von Knappheit oder Lieferengpässen kann, wenn sie kurzfristig auftritt, zu Warteschlangen führen. Warteschlangen an Läden während der Corona-Epidemie waren eher auf organisatorische Ursachen (räumliche Distanzierung) zurückzuführen, weil nur wenige Kunden einen Laden betreten durften. 
Es ist darüber hinaus jedoch schwierig, Herdenverhalten explizit nachzuweisen; ein gemeinsamer Kauf/Verkauf eines bestimmten Wertpapiers durch viele Wirtschaftssubjekte muss nicht notwendigerweise auf Herdenverhalten (und somit auf Informationsasymmetrien) zurückzuführen sein; es kann sich auch um Zufall handeln. Wenn neue Informationen den aktuellen Preis des Papiers falsch erscheinen lassen und wenn diese Informationen zum gleichen Zeitpunkt vielen Wirtschaftssubjekten bekannt werden (vollkommene Information), können daraus viele gleichzeitige, unbeeinflusst vom Verhalten anderer Anleger getroffene Verkaufsentscheidungen resultieren. Eine spezifische Art Herdenverhalten stellt das Noise Trading dar, wenn „Noise Trader“ durch den vorhandenen Noise dazu motiviert werden, in steigende Kurse hinein zu kaufen (Hausse) oder in fallende hinein zu verkaufen (Baisse).
Eine experimentelle Studie stützt die These, dass die Häufigkeit von Herdenverhalten überschätzt wird.

## Folgen
Die Folge von Herdenverhalten sind starke Preisschwankungen des betroffenen Handelsobjekts. Zudem beschleunigen Hamsterkäufe die Warenrotation und verringern die logistische Reichweite.
Als Marktverhalten ist das Herdenverhalten insbesondere bei Noise Tradern bekannt, die oft vom Herdenverhalten geleitet sind und durch Stimmungen oder Gruppen dazu motiviert werden, zu kaufen oder in fallende hinein zu verkaufen. Dies ist der so genannte „Stimmungs-Noise“. Steigende oder fallende Kurse sind ein Indiz dafür, dass sich bereits andere Marktteilnehmer zuvor genauso entschieden haben. Dieser Noise kann sowohl bei Kauf- als auch bei Verkaufsentscheidungen und auch bei Halte-Entscheidungen zugrunde liegen. Herdenverhalten ist somit ein Zeichen für fehlende Effizienz von Märkten.
Spekulation wird für einen Markt erst problematisch, wenn nicht mehr mit Hilfe von Fundamentaldaten spekuliert wird, sondern Herdenverhalten einsetzt. Dann können Spekulationsblasen entstehen, die meist auf Herdenverhalten zurückzuführen sind. Spekulationsblasen können durch die Erwartung der Mehrheit der Marktteilnehmer von künftigen Gewinnchancen begründet werden.
Gewinnmitnahmen können auch auf Herdenverhalten beruhen, wenn eine Vielzahl von Anlegern ein hohes Kursniveau zum Verkauf nutzt und sich weitere Anleger dem anschließen. Auch der Bank Run ist ein typisches Herdenverhalten, denn Anleger beobachten eine vielleicht zufällige Massenabhebung von Bargeld und schließen sich dieser blindlings an im Vertrauen darauf, dass diese einen bestimmten Grund haben muss; die massenhaften Abhebungen kulminieren schließlich im Dominoeffekt. Anleger ziehen ihre Einlage ab, weil sie befürchten, diese Einlage infolge des sequentiellen Auszahlungsprinzips („wer zuerst kommt, mahlt zuerst“) andernfalls nicht mehr abziehen zu können, da die Bargeldbestände aufgebraucht sind. Folglich ist es für jeden Einleger rational, der Herde zu folgen. Ein Bank Run ist umso eher zu erwarten, je schlechter die Bankkunden informiert sind und je mehr sie „überreagieren“. Hamsterkäufe sind geeignet, durch stark zunehmende Nachfrage zur Knappheit bestimmter Güter oder Dienstleistungen und damit zur Marktenge beizutragen.
Herdenverhalten kann zu selbsterfüllenden Prophezeiungen führen: Verhalten sich Marktteilnehmer in einer bestimmten Weise, so kann dies dazu führen, dass sich die einer Anlage zugrundeliegenden Fundamentaldaten durch das Herdenverhalten selbst ändern: Sie entwickeln sich in die Richtung, die die Herde einschlägt – folglich ist es rational, nicht aus der Herde auszuscheren, wodurch sich letzten Endes das erwartete Ergebnis einstellt.